# 喜劇 駅前音頭

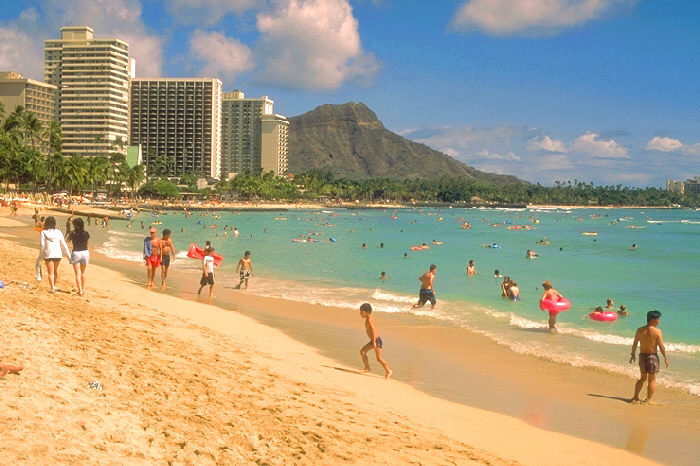
舞台の一つであるワイキキビーチ（この場所でメリー三井がゴザ売りをしていた）

『喜劇 駅前音頭』（きげき えきまえおんど）は、1964年8月11日に東宝系で公開された日本映画。東京映画作品。カラー。東宝スコープ。92分。

## 概要
駅前シリーズの第9作。『喜劇 駅前団地』以来長瀬喜伴の単独執筆となっていた脚本は、本作では『アワモリ君西へ行く』『雲の上団五郎一座』『続雲の上団五郎一座』などで長瀬と共同執筆したことのある新井一との共著となった。また本作で、松山英太郎がレギュラーキャスト入りした。
本作の撮影は、日本国内だけでなくハワイでも行われた。日本パートでの駅名の正式名称は不明であるが、『キネマ旬報』などの文書には「小田急線のC駅」と記されている。

## スタッフ
- 製作：佐藤一郎、金原文雄
- 脚本：長瀬喜伴、新井一
- 監督：佐伯幸三
- 撮影：黒田徳三
- 音楽：松井八郎
- 美術：小島基司
- 照明：比留川大助
- 録音：長岡憲治
- スチル：大谷晟
- 編集：広瀬千鶴
- 現像：東京現像所
- 製作担当者：大久保欣四郎
- ハワイロケ協力：古屋潔、ハワイ民謡協会
- 協力：日本航空

## 出演者
- 森田徳之助：森繁久彌
- 伴野孫作：伴淳三郎
- 坂井次郎：フランキー堺
- メリー三井：三木のり平
- 圭子：淡島千景
- 藤子：淡路恵子
- 染子：池内淳子
- 由美：大空真弓
- 定吉：松山英太郎
- ゆかり：いしだあゆみ
- しづ子：横山道代
- たつ子：北岡愛子
- ジョージ比嘉：佐原健二
- 町会長・白川女史：沢村貞子
- 「下野履物」店主：石田茂樹
- 「ひつじ屋」：花村えいじ
- 「毎朝新聞社」記者：中原成男
- 「毎朝新聞社」カメラマン：守田比呂也
- 「沖縄」の女中：九重ひろ子
- 「モカ」の女主人：旭ルリ
- フラダンス一行：ナウイ・フラ・オ・ハワイ
- 盆踊りの歌手：スリーファンキーズ
- ハワイアンバンド：ポス宮崎とコニー・アイランダース

## 主題歌
- 「駅前音頭」（スリーファンキーズ）
- 「ナウイ・フラ・オ・ハワイ」（ポス宮崎とコニー・アイランダース）

## 同時上映
- 宇宙大怪獣ドゴラ